# Przekopnica amerykańska
Przekopnica amerykańska, przekopnica kalifornijska (Triops newberryi) – gatunek przekopnicy z rodziny Triopsidae, występujący głównie na zachodnim wybrzeżu Ameryki Północnej. Takson ten jest przez niektórych autorów synonimizowany z Triops longicaudatus.

## Występowanie
Zachodni Meksyk oraz zachodnie Stany Zjednoczone (stany Waszyngton, Oregon, Kalifornia, Utah, Nowy Meksyk, Teksas z małymi populacjami w Nevadzie i Kansas).

## Tryb życia
Przekopnice amerykańskie żyją w małych zbiornikach wodnych. Żyją do 70 dni, w tym czasie osiągają do 6 cm. długości ciała. Żywią się głównie detrytusem i larwami komarów, rzadko zdarzają się akty kanibalizmu. Potrzebują do życia bardzo ciepłej wody (27–32 °C).